# Prisomera ignava
Prisomera ignava är en insektsart som först beskrevs av Brunner von Wattenwyl 1907.  Prisomera ignava ingår i släktet Prisomera och familjen Phasmatidae. Inga underarter finns listade i Catalogue of Life.